# 阮時行
阮時行（16世紀—17世紀），字坤儀，南直隸鎮江府丹徒縣人，明朝政治人物。

## 生平
阮時行在隆慶元年（1567年）中丁卯科應天鄉試舉人，萬曆八年（1580年）會試本已中式，但因和輔臣申時行同名撤去，後改名阮時升，謁選授上猶知縣，轉萬安知縣，以卓異調官泰和知縣，奉母喪回鄉三年，感哀不曾接近女色，服闋改任瀘州知州，採木的宦官橫行，他為民請命被對方中傷，羈押在瀘州五年，瀘州人為他奔叩朝廷，最終得到清白，之後辭官杜門，言行為鄉里所重，八十歲時命家人具沐浴，寫下五言絕句四章後去世。

## 引用
1. 1 2  光緒《丹徒縣志·卷二十七·宦蹟》：阮時行，字坤儀，性孝友，隆慶丁卯舉人，萬厯庚辰禮闈已中式，以同輔臣名撤去，後易名時升，謁選得上猶令，卓異調泰和，奉母喪歸三年，攀感哀號未嘗入內寢，後刺瀘州，值採木使者橫行邊徼，時升以一官請命，為所中傷羈瀘者五年，讀易蕭寺、著書成言，瀘老穉奔叩闕下，事得白歸杜門，法言端行為黨里所矜式，壽八十終。 康熙志
2. ↑  乾隆《鎮江府志·卷三十六·名臣下》：阮時行，字坤儀，丹徒人，性孝友，隆慶改元舉于鄉，庚辰禮闈已中式，以同輔臣名撤去，後易名時升，謁選得上猶令，卓異調泰和奉母喪歸，三年攀感哀號，未嘗近女色。後出判瀘州，值採木使者橫行邊徼，時升以一官請命，為所中傷羈瀘五年，讀易蕭寺、著書成言，瀘老穉奔叩闕下，事得白歸杜門，法言端行為黨里所矜式，壽八十敕家人具沐浴，援筆賦五言絕句四章而逝，生平著作詩富于文，文富于傳奇。
3. ↑  道光《直隸瀘州志·卷七·政績》：阮時行，字坤儀，丹徒人，隆慶丁卯舉人，以同輔臣名改名時升，任上猶知縣，升瀘州知州，值採木使者橫恣，時行冒死力爭為所中傷，羈瀘五年，瀘老稚奔叩闕下事得白，萬厯二十六年修理先賢董允墓，為立詩碑。 見《江南通志》